# Jose Melencio
Jose P. Melencio (Cabanatuan, 10 april 1894 - 13 december 1952) was een Filipijns diplomaat en politicus.

## Biografie
Jose Melencio werd geboren op 10 april 1894 in Cabanatuan in de Filipijnse provincie Nueva Ecija. Zijn ouders waren Emilio Melencio en Marcela Payawal. Na het voltooien van de Manila High School in 1912 behaalde Melencio in 1914 een Bachelor of Arts-diploma aan de University of the Philippines. In 1917 rondde hij ook met succes een Bachelor of Laws-opleiding aan dezelfde onderwijsinstelling af. Nadien studeerde Melencio in de Verenigde Staten waar hij in 1919 zijn Master of Laws-diploma behaalde en een Master-opleiding Diplomatie voltooide aan de Universiteit van Georgetown in Washington D.C.
Van 1920 tot 1921 was Melencio directeur van het Filipijnse Persbureau in Washington D.C.. Van 1925 tot 1931 was Melencio lid van het Filipijns Huis van Afgevaardigden. Hij was in deze periode, zowel in de 7e Filipijnse Legislatuur als in de 8e Filipijnse Legislatuur, de door de gouverneur-generaal benoemde afgevaardigde namens Mindanao en Sulu. In 1934 werd hij aangesteld als assistent-Solicitor General of the Philippines en in 1936 volgde een aanstelling tot onderminister van Justitie. Na de Tweede Wereldoorlog was Melencio  van 1946 tot 1951 de eerste Filipijnse Consul-Generaal van het nieuwe Filipijnse consulaat in New York. Nadien werd hij aangesteld als hoofd van de Filipijnse missie in de Japanse hoofdstad Tokio. Deze post had in die periode na de Tweede Wereldoorlog nog geen ambassadeur.
Melencio overleed in 1952 op 58-jarige leeftijd aan de gevolgen van een hartaanval op zijn hotelkamer in Tokio. Hij was getrouwd met Carmen Aguinaldo, een dochter van voormalig president Emilio Aguinaldo, en kreeg samen met haar twee dochters. Zijn dochter Ameurfina Melencio-Herrera was rechter van het Hooggerechtshof van de Filipijnen.